# Mnjuta
Mnjuta (vitryska: Мнюта) är ett vattendrag i Belarus.   Det ligger i voblasten Vitsebsks voblast, i den norra delen av landet, 170 km norr om huvudstaden Minsk.
Trakten runt Mnjuta består till största delen av jordbruksmark. Runt Mnjuta är det glesbefolkat, med 19 invånare per kvadratkilometer.